# Luxair
Luxair (Luxair Société Luxembourgeoise de Navigation Aérienne S.A.) (IATA: LG, OACI: LGL), es la aerolínea nacional de Luxemburgo. 

## Historia
Es la sucesora de Luxembourg Airlines Company, el cual había sido fundada en 1948, Luxair fue creada en 1961 para cumplir con los requerimientos de una creciente demanda para conexiones aéreas entre Luxemburgo y otras capitales europeas.
En 1962, Luxair empezó sus operaciones con el lanzamiento de la ruta Luxemburgo-París con un Douglas DC-4. Para 1967, la flota de Luxair consistía en tres Fokker F27 Friendship y un Vickers Viscount. Este último ha sido reemplazado en 1970 por la primera aeronave jet, un Caravelle construido por Sud Aviation en Toulouse. La primera aeronave Boeing, un Boeing 737-200, se sumó a la flota en 1977. A lo largo de los años, Luxair fue reemplazando gradualmente su flota con modernos Boeing 737-400 y Boeing 737-500, como así también Fokker 50 y jets Embraer. Los Fokker 50 no están más en servicio, habiendo sido reemplazados en la mayoría de las rutas por los Embraers.
En el 2003, Luxair ordenó 2 nuevos Boeing 737-700 para reemplazar su flota existente de viejas aeronaves. La primera de estas aeronaves fue enviada el 18 de febrero de 2004, introduciendo una nueva identidad corporativa para la compañía. Fue la primera aeronave de su tipo equipada winglet en servicio en Europa.

## Destinos
Luxair opera en la actualidad (septiembre de 2024) vuelos a los siguientes destinos:
| Países                 | Destinos             | Aeropuertos                                             | Notas      |
| ---------------------- | -------------------- | ------------------------------------------------------- | ---------- |
| Alemania               | Berlín               | Aeropuerto de Berlín-Brandeburgo Willy Brandt           |            |
| Alemania               | Fráncfort del Meno   | Aeropuerto de Fráncfort del Meno                        |            |
| Alemania               | Hamburgo             | Aeropuerto de Hamburgo                                  |            |
| Alemania               | Heringsdorf          | Aeropuerto de Heringsdorf                               | Estacional |
| Alemania               | Múnich               | Aeropuerto Internacional de Múnich-Franz Josef Strauss  |            |
| Alemania               | Sylt                 | Aeropuerto de Sylt                                      | Estacional |
| Austria                | Innsbruck            | Aeropuerto de Innsbruck                                 | Estacional |
| Austria                | Salzburgo            | Aeropuerto de Salzburgo                                 | Estacional |
| Austria                | Viena                | Aeropuerto de Viena-Schwechat                           |            |
| Bélgica                | Amberes              | Aeropuerto de Amberes-Deurne                            |            |
| Bélgica                | Bruselas             | Aeropuerto de Bruselas-Zaventem                         |            |
| Bulgaria               | Burgas               | Aeropuerto de Burgas                                    | Estacional |
| Bulgaria               | Sofia                | Aeropuerto de Sofia                                     |            |
| Bulgaria               | Varna                | Aeropuerto de Varna                                     | Estacional |
| Cabo Verde             | Boa Vista            | Aeropuerto Internacional Aristides Pereira              | Estacional |
| Cabo Verde             | Praia                | Aeropuerto Internacional Nelson Mandela                 |            |
| Cabo Verde             | Sal                  | Aeropuerto Internacional Amílcar Cabral                 |            |
| Cabo Verde             | São Vicente          | Aeropuerto Internacional Cesária Évora                  | Estacional |
| Croacia                | Brač                 | Aeropuerto de Brač                                      |            |
| Croacia                | Dubrovnik            | Aeropuerto de Dubrovnik                                 | Estacional |
| Croacia                | Split                | Aeropuerto de Split                                     | Estacional |
| Croacia                | Zadar                | Aeropuerto de Zadar                                     | Estacional |
| Croacia                | Zagreb               | Aeropuerto de Zagreb-Pleso                              |            |
| Dinamarca              | Copenhague           | Aeropuerto de Copenhague-Kastrup                        |            |
| Egipto                 | El Cairo             | Aeropuerto Internacional de El Cairo                    |            |
| Egipto                 | Hurgada              | Aeropuerto Internacional de Hurghada                    |            |
| Egipto                 | Marsa Alam           | Aeropuerto Internacional de Marsa Alam                  |            |
| Emiratos Árabes Unidos | Dubái                | Aeropuerto Internacional de Dubái                       | Estacional |
| Emiratos Árabes Unidos | Jebel Ali            | Aeropuerto Internacional de Dubái-Al Maktoum            | Estacional |
| España                 | Almería              | Aeropuerto de Almería                                   | Estacional |
| España                 | Barcelona            | Aeropuerto Josep Tarradellas Barcelona-El Prat          |            |
| España                 | Fuerteventura        | Aeropuerto de Fuerteventura                             |            |
| España                 | Gran Canaria         | Aeropuerto de Gran Canaria                              |            |
| España                 | Ibiza                | Aeropuerto de Ibiza                                     | Estacional |
| España                 | Jerez de la Frontera | Aeropuerto de Jerez                                     | Estacional |
| España                 | Lanzarote            | Aeropuerto César Manrique-Lanzarote                     |            |
| España                 | Madrid               | Aeropuerto Adolfo Suárez Madrid-Barajas                 |            |
| España                 | Málaga               | Aeropuerto de Málaga-Costa del Sol                      |            |
| España                 | Menorca              | Aeropuerto de Menorca                                   | Estacional |
| España                 | Palma de Mallorca    | Aeropuerto de Palma de Mallorca                         |            |
| España                 | Tenerife             | Aeropuerto de Tenerife Sur Reina Sofía                  |            |
| España                 | Valencia             | Aeropuerto de Valencia                                  | Estacional |
| Francia                | Ajaccio              | Aeropuerto de Ajaccio-Napoleón Bonaparte                | Estacional |
| Francia                | Bastia               | Aeropuerto de Bastia-Poretta                            | Estacional |
| Francia                | Brest                | Aeropuerto de Brest-Bretagne                            |            |
| Francia                | Biarritz             | Aeropuerto de Biarritz–País Vasco                       | Estacional |
| Francia                | Burdeos              | Aeropuerto de Burdeos-Mérignac                          |            |
| Francia                | Calvi                | Aeropuerto de Calvi Sainte-Catherine                    | Estacional |
| Francia                | Figari               | Aeropuerto de Figari-Sud Corse                          | Estacional |
| Francia                | Montpellier          | Aeropuerto de Montpellier-Méditerranée                  |            |
| Francia                | Niza                 | Aeropuerto Internacional de Niza-Costa Azul             |            |
| Francia                | París                | Aeropuerto de París-Charles de Gaulle                   |            |
| Francia                | París                | Aeropuerto de París-Orly                                |            |
| Francia                | Tolón                | Aeropuerto de Toulon-Hyères                             | Estacional |
| Francia                | Toulouse             | Aeropuerto de Toulouse-Blagnac                          |            |
| Grecia                 | Corfú                | Aeropuerto Internacional de Corfú-Ioannis Kapodistrias  | Estacional |
| Grecia                 | Cos                  | Aeropuerto Internacional de Kos-Hipócrates              | Estacional |
| Grecia                 | Heraclión            | Aeropuerto Internacional de Heraclión Nikos Kazantzakis | Estacional |
| Grecia                 | La Canea             | Aeropuerto Internacional de La Canea                    |            |
| Grecia                 | Rodas                | Aeropuerto Internacional de Rodas-Diágoras              | Estacional |
| Grecia                 | Salónica             | Aeropuerto Internacional Macedonia                      | Estacional |
| Grecia                 | Santorini            | Aeropuerto Nacional de Santorini (Thira)                | Estacional |
| Hungría                | Budapest             | Aeropuerto de Budapest-Ferenc Liszt                     |            |
| Irlanda                | Dublín               | Aeropuerto de Dublín                                    |            |
| Italia                 | Bari                 | Aeropuerto de Bari-Palese                               |            |
| Italia                 | Bolonia              | Aeropuerto de Bolonia                                   |            |
| Italia                 | Bríndisi             | Aeropuerto de Bríndisi                                  | Estacional |
| Italia                 | Cagliari             | Aeropuerto de Cagliari-Elmas                            | Estacional |
| Italia                 | Catania              | Aeropuerto de Catania-Fontanarossa                      | Estacional |
| Italia                 | Florencia            | Aeropuerto de Florencia                                 | Estacional |
| Italia                 | Lamezia Terme        | Aeropuerto Internacional de Lamezia Terme               | Estacional |
| Italia                 | Milán                | Aeropuerto de Milán-Linate                              |            |
| Italia                 | Milán                | Aeropuerto de Milán-Malpensa                            |            |
| Italia                 | Nápoles              | Aeropuerto de Nápoles-Capodichino                       | Estacional |
| Italia                 | Olbia                | Aeropuerto de Olbia-Costa Smeralda                      | Estacional |
| Italia                 | Palermo              | Aeropuerto de Palermo-Punta Raisi                       | Estacional |
| Italia                 | Pescara              | Aeropuerto de Pescara-Abruzzo                           |            |
| Italia                 | Rímini               | Aeropuerto de Rímini                                    | Estacional |
| Italia                 | Roma                 | Aeropuerto de Roma-Fiumicino                            |            |
| Italia                 | Venecia              | Aeropuerto Internacional Marco Polo                     |            |
| Luxemburgo             | Luxemburgo           | Aeropuerto de Luxemburgo Findel                         | HUB        |
| Malta                  | Luqa                 | Aeropuerto Internacional de Malta                       |            |
| Montenegro             | Podgorica            | Aeropuerto de Podgorica                                 | Estacional |
| Montenegro             | Tivat                | Aeropuerto de Tivat                                     | Estacional |
| Marruecos              | Agadir               | Aeropuerto de Agadir-Al Massira                         | Estacional |
| Marruecos              | Marrakech            | Aeropuerto de Marrakech-Menara                          |            |
| Noruega                | Oslo                 | Aeropuerto de Oslo-Gardermoen                           |            |
| Polonia                | Cracovia             | Aeropuerto de Cracovia-Juan Pablo II                    |            |
| Portugal               | Faro                 | Aeropuerto de Faro                                      |            |
| Portugal               | Funchal              | Aeropuerto de Madeira                                   |            |
| Portugal               | Lisboa               | Aeropuerto de Lisboa                                    |            |
| Portugal               | Oporto               | Aeropuerto de Oporto-Francisco Sá Carneiro              |            |
| Rumania                | Bucarest             | Aeropuerto Internacional de Bucarest-Henri Coandă       |            |
| República Checa        | Praga                | Aeropuerto de Praga                                     |            |
| Senegal                | Dakar                | Aeropuerto Internacional Blaise Diagne                  | Estacional |
| Serbia                 | Belgrado             | Aeropuerto de Belgrado-Nikola Tesla                     |            |
| Suecia                 | Estocolmo            | Aeropuerto de Estocolmo-Arlanda                         |            |
| Suiza                  | Ginebra              | Aeropuerto Internacional de Ginebra                     |            |
| Suiza                  | Zúrich               | Aeropuerto Internacional de Zúrich                      |            |
| Túnez                  | Enfidha              | Aeropuerto Internacional de Enfidha-Hammamet            |            |
| Túnez                  | Monastir             | Aeropuerto Internacional de Monastir-Habib Burguiba     |            |
| Túnez                  | Túnez                | Aeropuerto Internacional de Túnez-Cartago               |            |
| Túnez                  | Yerba                | Aeropuerto Internacional de Yerba-Zarzis                | Estacional |
| Turquía                | Antalya              | Aeropuerto de Antalya                                   | Estacional |
| Turquía                | Esmirna              | Aeropuerto de Esmirna-Adnan Menderes                    |            |
| Turquía                | Estambul             | Aeropuerto de Estambul                                  |            |
| Reino Unido            | Londres              | Aeropuerto de la Ciudad de Londres                      |            |
| Reino Unido            | Mánchester           | Aeropuerto de Mánchester                                |            |

## Flota

### Flota actual
La flota de Luxair está formada por las siguientes aeronaves (octubre de 2024):
| Aeronaves                      | En servicio | Pedidos | Pasajeros                                           | Pasajeros                                           | Pasajeros                                           | Matrículas                                          | Antigüedad                                          |
| Aeronaves                      | En servicio | Pedidos | C                                                   | Y                                                   | Total                                               | Matrículas                                          | Antigüedad                                          |
| ------------------------------ | ----------- | ------- | --------------------------------------------------- | --------------------------------------------------- | --------------------------------------------------- | --------------------------------------------------- | --------------------------------------------------- |
| Boeing 737-700                 | 4           | —       | —                                                   | 141                                                 | 141                                                 | LX-LGQ                                              | 21,5 años                                           |
| Boeing 737-700                 | 4           | —       | —                                                   | 141                                                 | 141                                                 | LX-LGS                                              | 20,6 años                                           |
| Boeing 737-700                 | 4           | —       | —                                                   | 141                                                 | 141                                                 | LX-LBR                                              | 17 años                                             |
| Boeing 737-700                 | 4           | —       | —                                                   | 141                                                 | 141                                                 | LX-LBR                                              | 17 años                                             |
| Boeing 737-800                 | 4           | —       | —                                                   | 186                                                 | 186                                                 | LX-LGU                                              | 12,7 años                                           |
| Boeing 737-800                 | 4           | —       | —                                                   | 186                                                 | 186                                                 | LX-LGV                                              | 11,6 años                                           |
| Boeing 737-800                 | 4           | —       | —                                                   | 186                                                 | 186                                                 | LX-LBA                                              | 10,5 años                                           |
| Boeing 737-800                 | 4           | —       | —                                                   | 186                                                 | 186                                                 | LX-LBB                                              | 10,4 años                                           |
| Boeing 737 MAX 7               | —           | 4       | 170 (1 clase) o 138 (2 clases)                      | 170 (1 clase) o 138 (2 clases)                      | 170 (1 clase) o 138 (2 clases)                      |                                                     |                                                     |
| Boeing 737 MAX 8               | 2           | 4       | —                                                   | 186                                                 | 186                                                 | LX-LBK                                              | 7,3 años                                            |
| Boeing 737 MAX 8               | 2           | 4       | 12                                                  | 156                                                 | 168                                                 | LX-LBL                                              | 6,8 años                                            |
| Boeing 737 MAX 10              | —           | 2       | 230 (1 clase) o 188 (2 clases)                      | 230 (1 clase) o 188 (2 clases)                      | 230 (1 clase) o 188 (2 clases)                      |                                                     |                                                     |
| De Havilland Canada Dash 8-400 | 11          | —       | —                                                   | 76                                                  | 76                                                  | LX-LGE                                              | 15,7 años                                           |
| De Havilland Canada Dash 8-400 | 11          | —       | —                                                   | 76                                                  | 76                                                  | LX-LGF                                              | 14,7 años                                           |
| De Havilland Canada Dash 8-400 | 11          | —       | —                                                   | 76                                                  | 76                                                  | LX-LGG                                              | 13,1 años                                           |
| De Havilland Canada Dash 8-400 | 11          | —       | —                                                   | 76                                                  | 76                                                  | LX-LGM                                              | 12,9 años                                           |
| De Havilland Canada Dash 8-400 | 11          | —       | —                                                   | 76                                                  | 76                                                  | LX-LGN                                              | 12,9 años                                           |
| De Havilland Canada Dash 8-400 | 11          | —       | —                                                   | 76                                                  | 76                                                  | LX-LQA                                              | 11,4 años                                           |
| De Havilland Canada Dash 8-400 | 11          | —       | —                                                   | 76                                                  | 76                                                  | LX-LQB                                              | 9,7 años                                            |
| De Havilland Canada Dash 8-400 | 11          | —       | —                                                   | 76                                                  | 76                                                  | LX-LQB                                              | 9,7 años                                            |
| De Havilland Canada Dash 8-400 | 11          | —       | —                                                   | 76                                                  | 76                                                  | LX-LQD                                              | 9,3 años                                            |
| De Havilland Canada Dash 8-400 | 11          | —       | —                                                   | 76                                                  | 76                                                  | LX-LQI                                              | 8,9 años                                            |
| De Havilland Canada Dash 8-400 | 11          | —       | —                                                   | 76                                                  | 76                                                  | LX-LQJ                                              | 8,1 años                                            |
| Total                          | 21          | 10      | Edad media de la flota (agosto de 2025): 12,5 años. | Edad media de la flota (agosto de 2025): 12,5 años. | Edad media de la flota (agosto de 2025): 12,5 años. | Edad media de la flota (agosto de 2025): 12,5 años. | Edad media de la flota (agosto de 2025): 12,5 años. |

### Flota histórica
| Aeronaves                 | Total | Introducido | Retirado | Matrículas                                                                      |
| ------------------------- | ----- | ----------- | -------- | ------------------------------------------------------------------------------- |
| Airbus A300               | 1     | 1984        | 1987     | LX-LGP                                                                          |
| Boeing 707                | 6     | 1969        | 1983     | LX-LGW, LX-LGV, LX-LGR, LX-LGU, LX-LGT y LX-LGS                                 |
| Boeing 737-200            | 4     | 1977        | 1993     | LX-LGH, LX-LGI, LX-LGN y LX-OOO                                                 |
| Boeing 737-400            | 2     | 1999        | 2004     | LX-LGF y LX-LGG                                                                 |
| Boeing 737-500            | 5     | 1993        | 2010     | LX-LGN, LX-LGO, LX-LGP, LX-LGR y LX-LGS                                         |
| Boeing 747SP              | 3     | 1980        | 1994     | LX-LGX, ZS-SPA y ZS-SPF                                                         |
| Bombardier CRJ-700        | 1     | 2018        | 2019     | S5-AAZ                                                                          |
| Douglas DC-4              | 1     | 1961        | 1964     | LX-SAF                                                                          |
| Embraer E-190             | 2     | 2022        | 2023     | D-ACJJ y D-AJHW                                                                 |
| Embraer EMB 120 Brasilia  | 3     | 1997        | 1999     | LX-LGK, LX-LGL y LX-LGM                                                         |
| Embraer ERJ-135           | 2     | 2005        | 2012     | LX-LGK Y LX-LGL                                                                 |
| Embraer ERJ-145           | 9     | 1998        | 2016     | PH-RXB, LX-LGI, LX-LGJ, LX-LGT, LX-LGU, LX-LGV, LX-LGW, LX-LGX, LX-LGY y LX-LGZ |
| Fokker F27 Friendship     | 7     | 1963        | 1991     | PH-NVF, PH-FSG, LX-LGA, LX-LGB, LX-LGK, LX-LGJ y LX-LGD                         |
| Fokker 50                 | 4     | 1989        | 2005     | LX-LGB, LX-LGC, LX-LGC y LX-LGE                                                 |
| Lockheed L-1649 Starliner | 3     | 1964        | 1969     | LX-LGX, LX-LGY y LX-LGZ                                                         |
| Sud Aviation Caravelle    | 3     | 1970        | 1978     | LX-LGE, LX-LGF y LX-LGG                                                         |
| Swearingen Metroliner III | 2     | 1986        | 1990     | LX-LGM y LX-LGM                                                                 |
| Vickers Viscount          | 1     | 1966        | 1969     | LX-LGC                                                                          |

## Incidentes y accidentes
- En 2022, se realizó un aterrizaje de emergencia en el Aeropuerto de Luxemburgo-Findel con destino Madrid por problemas internos. No hubo daños materiales en la aeronave.

- El 30 de septiembre de 2015, el Bombardier Q400 LX-LGH que partía de Sarrebruck con destino Luxemburgo, acabó aterrizando en la pista de aterrizaje con el tren de aterrizaje ya subido. No se registraron víctimas pero el avión quedó gravemente dañado.[9]

- El 6 de noviembre de 2002 el vuelo 9642, una aeronave Fokker 50 que volaba desde Berlín, Alemania, se estrelló en un campo cerca de la villa de Niederanven durante una aproximación al Aeropuerto Internacional de Luxemburgo, matando a 20 pasajeros y personal de a bordo. Fue el primer accidente de Luxair en sus 40 años de existencia.

- A fines del mismo año, una aeronave de Luxair tuvo problemas tras hacer contacto con la pista 06 durante el aterrizaje y se desvió hacia la derecha por el pasto. La aeronave terminó contra un muro de contención, afortunadamente no hubo heridos, pero la aeronave quedó dañada severamente.

- El 22 de diciembre de 1969, un Vickers Viscount LX-LGC que volaba desde el Aeropuerto Internacional de Fráncfort chocó contra nieve acumulada sobre la pista durante el aterrizaje en el Aeropuerto de Luxemburgo en condiciones climáticas adversas. No hubo víctimas, pero la aeronave quedó inutilizable. Fue destruida en mayo de 1970.